# Хедвиг фон Кастел
Хедвиг фон Кастел (на немски: Hedwig von Castell; † сл. 1291) от род Кастел, е графиня на Графство Кастел и чрез женитба графиня на Цигенхайн.

## ПРоизход
Тя е дъщеря на граф Фридрих I фон Кастел († ок. 1251/1254) и съпругата му Берта фон Хенеберг († ок. 1254/1257), дъщеря на граф Попо VII фон Хенеберг († 1245) и Елизабет фон Вилдеберг († 1220).

## Фамилия
Хедвиг фон Кастел се омъжва пр. 26 март 1262 г. за граф Готфрид V фон Цигенхайн фогт на Фулда († 1272), син на граф Бертхолд I фон Цигенхайн-Нида († 1258) и съпругата му Айлика (Eilike) фон Текленбург († 1286). Те имат децата:
- деца (* пр. 1270)
- Хедвиг († пр. 1276)
- Готфрид VI (1262 – 1304), женен пр. 25 юни 1282 г. за Мехтхилд (Матилда) фон Хесен (1267 – 1332)
- Юта († сл. 1283)
- Берта/Хедвиг († сл. 1283), омъжена пр. 1 април 1278 г. за Конрад фон Хоенлое-Браунек-Тек († 1290), син на Конрад фон Хоенлое († сл. 1251) и фон Тек († 1290), дъщеря на херцог Конрад I фон Тек.